# Comté de Desha
Pour les articles homonymes, voir Desha.
Le comté de Desha est un comté de l'État de l'Arkansas, aux États-Unis. Au recensement de 2010, il comptait 13 008 habitants. Son siège est Arkansas City.

## Démographie
| 1840  | 1850  | 1860  | 1870  | 1880  | 1890   |
| ----- | ----- | ----- | ----- | ----- | ------ |
| 1 598 | 2 911 | 6 459 | 6 125 | 8 973 | 10 324 |

| 1900   | 1910   | 1920   | 1930   | 1940   | 1950   |
| ------ | ------ | ------ | ------ | ------ | ------ |
| 11 511 | 15 274 | 20 297 | 21 814 | 27 160 | 25 155 |

| 1960   | 1970   | 1980   | 1990   | 2000   | 2010   |
| ------ | ------ | ------ | ------ | ------ | ------ |
| 20 770 | 18 761 | 19 760 | 16 798 | 15 341 | 13 008 |